# 深圳地铁中车株机电动列车
本条目记述深圳地铁线网中，由中车株洲电力机车制造的6节或8节编组A型地铁列车，它们分别在2号线（蛇口线）、5号线（环中线）、8号线（盐田线）、11号线（机场线）、16号线（龙坪线）运营。

## 历史
11号线原为穗深城际铁路的一部分，即穗深城际铁路在深圳境内的路段。2004年国务院常务会议审议通过《中长期铁路网规划》，随后深圳市编制了《国家铁路深圳地区布局规划》。根据该规划，广深间远期将有三条轨道交通线路，即广深铁路、广深港高速铁路和穗深城际铁路。由于穗莞深城际铁路与深圳规划中的机场快线重合，因此早即有两者共线的方案。此外，原有1号线的机场东站只能到达深圳宝安国际机场A、B航站楼。而T3航站楼建成后，A、B航站楼已关闭，因此11号线亦是T3航站楼的交通接驳工程。为方便机场旅客的出行，11号线将采用2节商务车厢+6节普通车厢的8A编组（形式與港鐵東鐵綫大同小異），这也是中国大陆首次采用此编组模式。
列车相关合约于2013年12月7日签约，列车将由中国南车集团属下的南车株洲电力机车（现中车株洲电力机车）生产，计划首列车将于2015年9月底前交付。
2015年7月4日，被称为国内“颜值”最高的地铁列车——深圳地铁11号线首列车（编号11011/11018）在中车株机公司下线，该列车将于2015年7月中前往北京环形铁道进行135km/h的构造速度试验。2015年9月底前运至深圳地铁11号线松岗车辆段，2016年6月底前新交付15列车。
2015年9月22日，首列车（编号11021/11028）运抵松岗车辆段。

## 特点

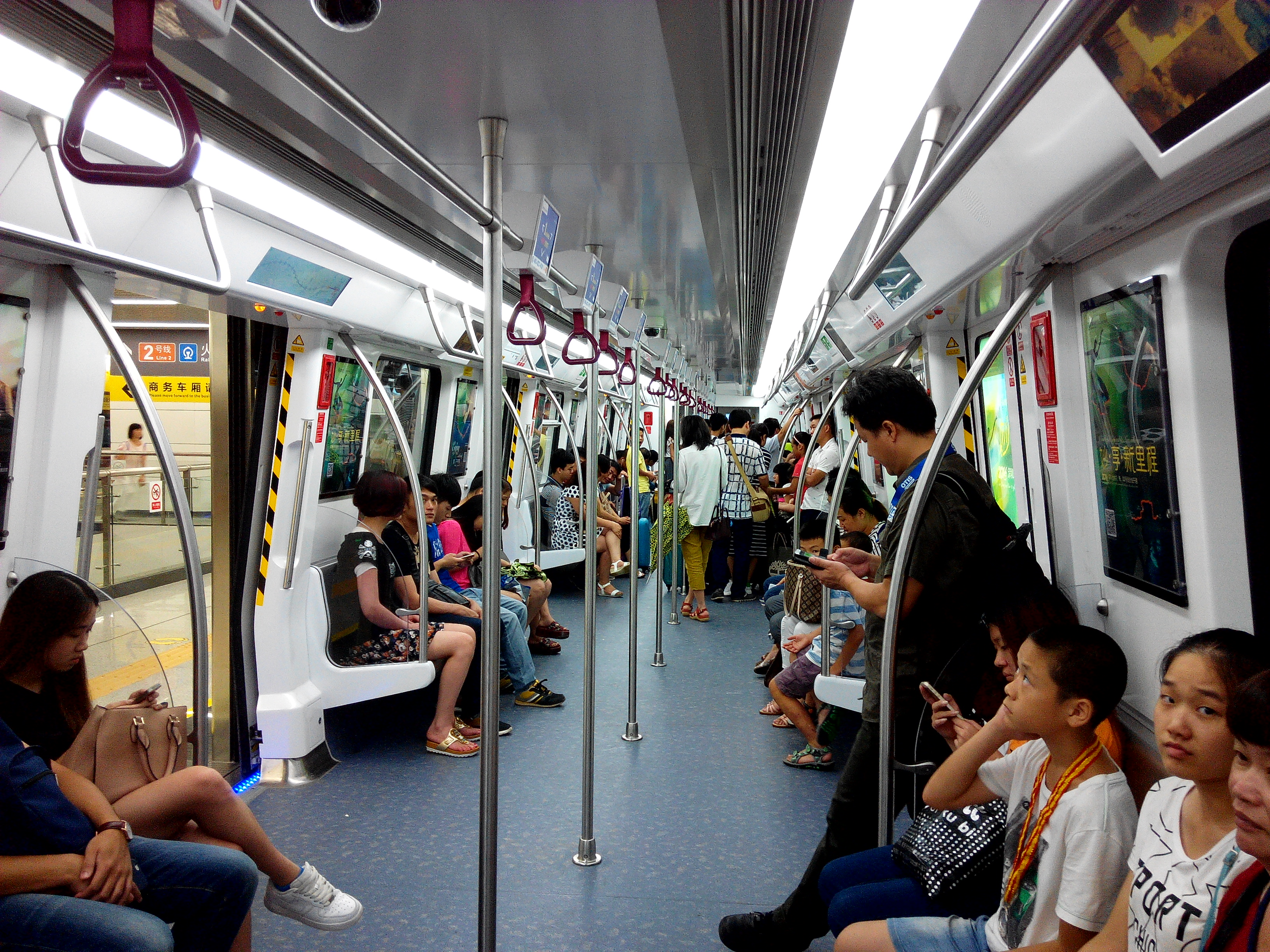
11号线中车株机列车普通车厢内饰

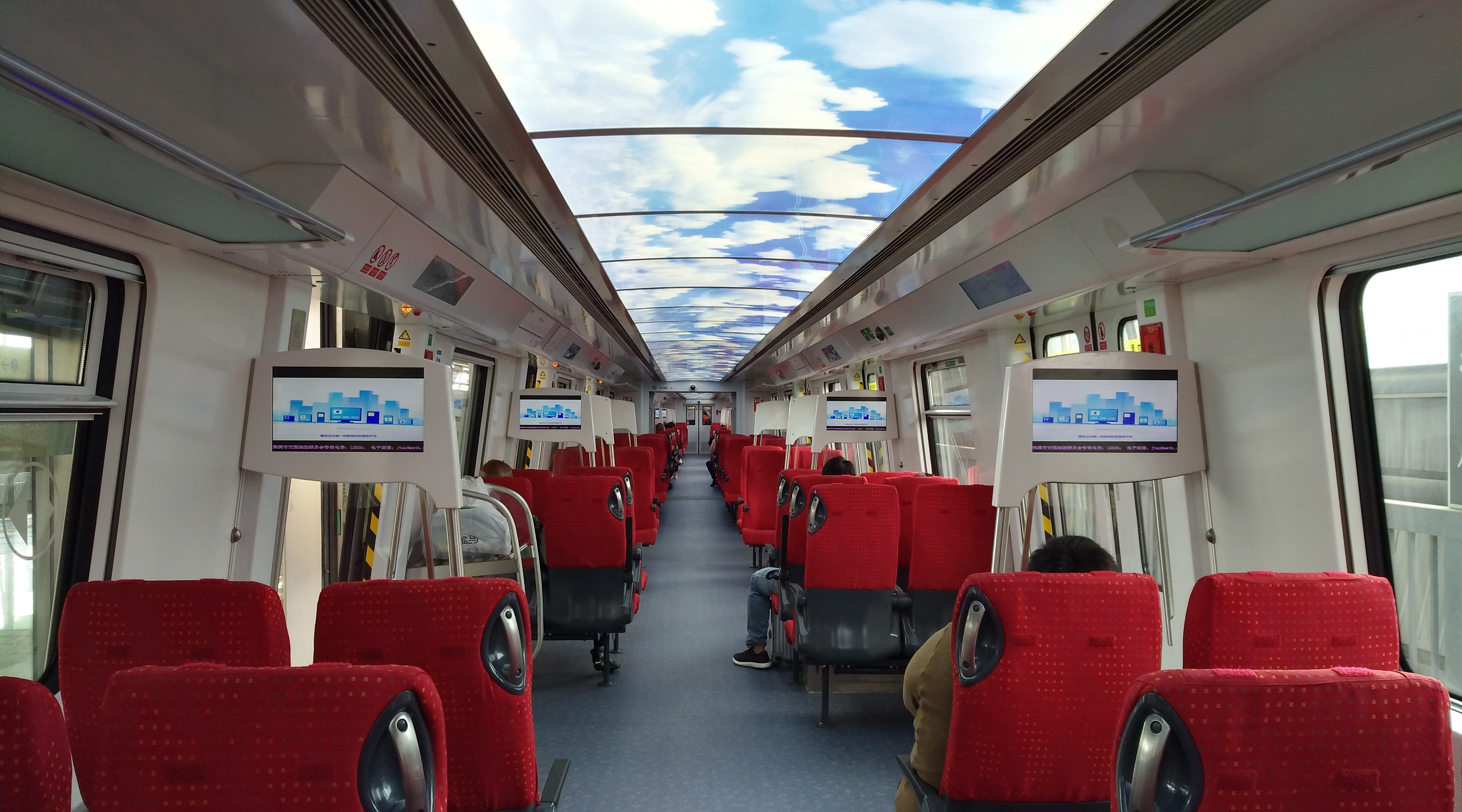
11号线中车株机列车商务车厢内饰

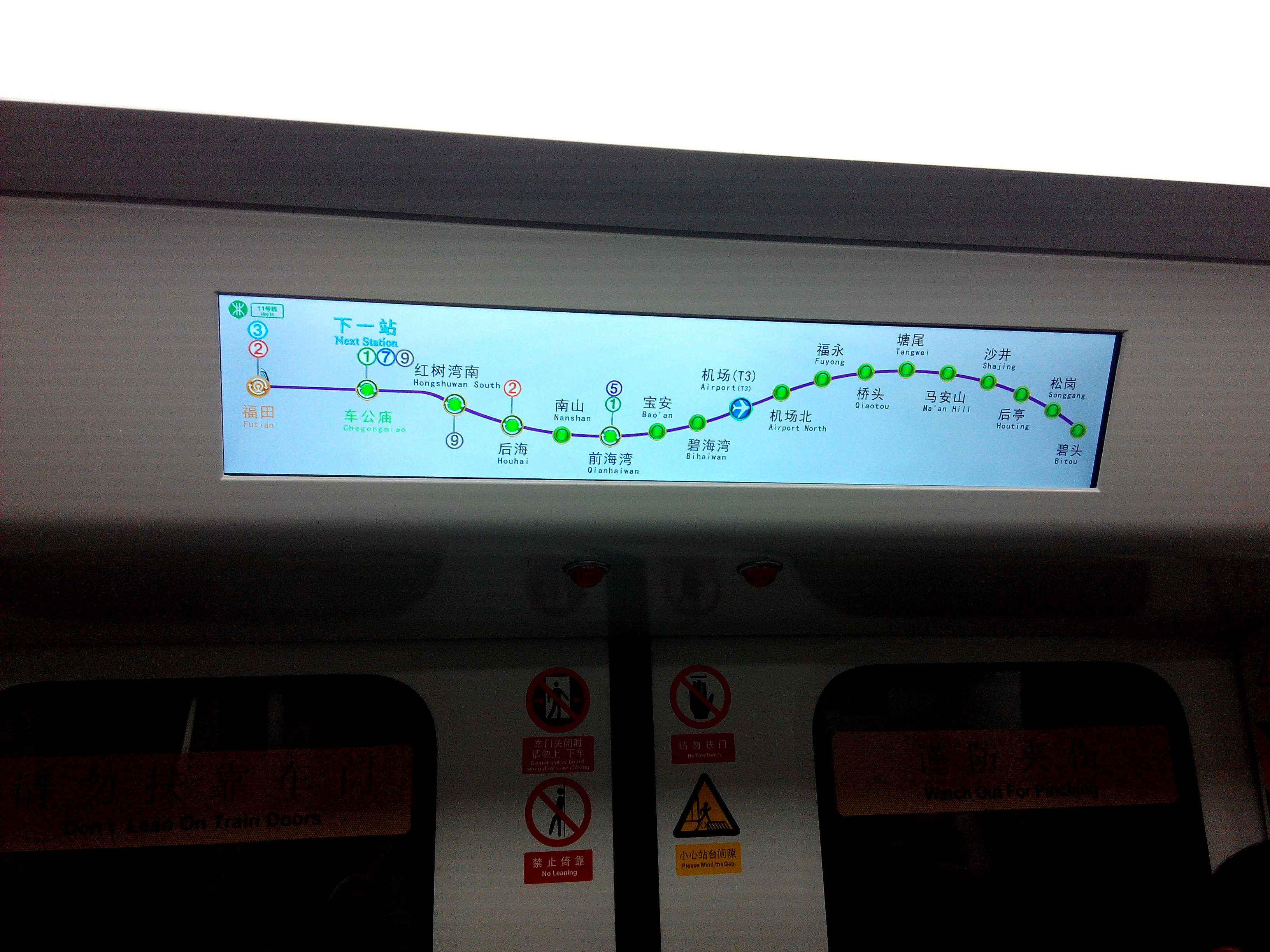
11号线中车株机列车信息显示屏（旧款）

列车外观造型沿用深圳地铁车辆的经典形态，“前脸”造型饱满挺拔，色彩素雅洁净。灵感源于深圳市树荔枝树和市花勒杜鹃的“凤眼”头罩灯设计，搭配绚丽弧形的LED灯带。
为达到最好的降噪效果，技术专家们采取了多种手段全方位降噪措施，比如在地铁列车车轮上加装用特殊材料制作的“降噪环”，车体采用大断面中空铝型材，空调采用侧墙回风结构，特别是地板采用铝蜂窝双层构造，不仅让车体变得轻巧坚固且能节省大量运行电能。制动系统改用盘形制动,同时增强了车体气密性，采取多项措施降低噪音，120km/h运营时，车内噪音值比普通80km/h列车低2dB左右，为目前国内静音效果最好的地铁列车。除此之外，这型列车采用了中国中车自主研制的变频变压牵引传动系统，刹车的时候，通过最先进的电制动技术，将发出来的电回馈电网。车内照明应用了中国中车拥有专利的LED集中供电专利技术，相对于常规照明节电30%以上。车内空调运用智能技术，车辆能自动根据乘客数量，调节空调冷风的档位，实现人多多吹风、人少少吹风，达到节能的目标。
普通车厢共有6节，布局与目前深圳地铁所用列车基本相同。座椅采用与港铁列车相似的凸起式不锈钢隔断，车内LCD电视屏幕设在座椅上方；商務车厢采用与传统铁路车厢相同的座位排列，为2+2式布局。座椅为分组错位方向排列，因此不可旋转，也不能调节靠背角度。
座椅由轻质麻布料包裹，车厢整个天花板为具有蓝天白云“全景天窗”的顶灯，LCD电视设于车门旁的玻璃隔断上方。车窗内嵌遮光窗帘，部分车窗增设可开启的紧急通风窗。靠近车厢两端的座椅上方设有磨砂玻璃式的小件行李架，但高度只有约15cm。脚下是泛起点点水花的蓝色地板，动态站点报送屏幕，具有中国传统文化韵味的“梅兰竹菊”侧墙点缀，加之完美的人性化设施和良好的静音效果，在宽大的车厢内，乘客将感觉非常舒适。
从车厢外观上看，每节商务车厢与普通车厢一样是5个门，但实际上只有3个门能够开启，另外2个门是假门（本身為車身鋁合金板一部分），运行到站时将不会打开。

## 列车编组

### 2号线

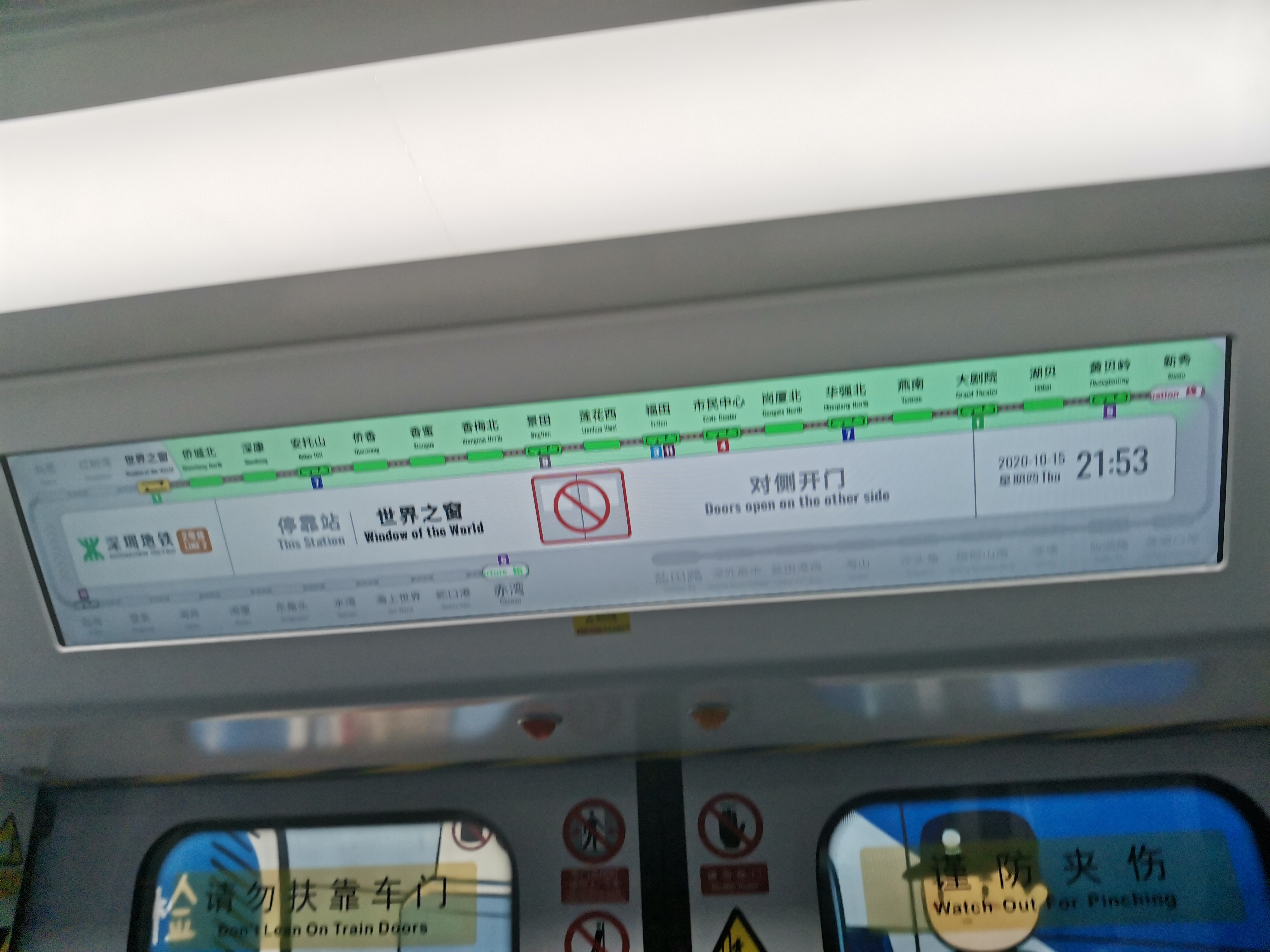
2号线车报站显示

|          |           |           |          |          |           |           |
| 列车方向 | 往赤湾    |           |          |          |           | 往小梅沙  |
| 車廂編號 | 1         | 2         | 3        | 4        | 5         | 6         |
| 集電弓   |           | >         |          |          | <         |           |
| 形式區分 | 2XX1 (Tc) | 2XX2 (Mp) | 2XX3 (M) | 2XX4 (M) | 2XX5 (Mp) | 2XX6 (Tc) |
| 动力单元 | 单元1     | 单元1     | 单元1    | 单元2    | 单元2     | 单元2     |

### 5号线

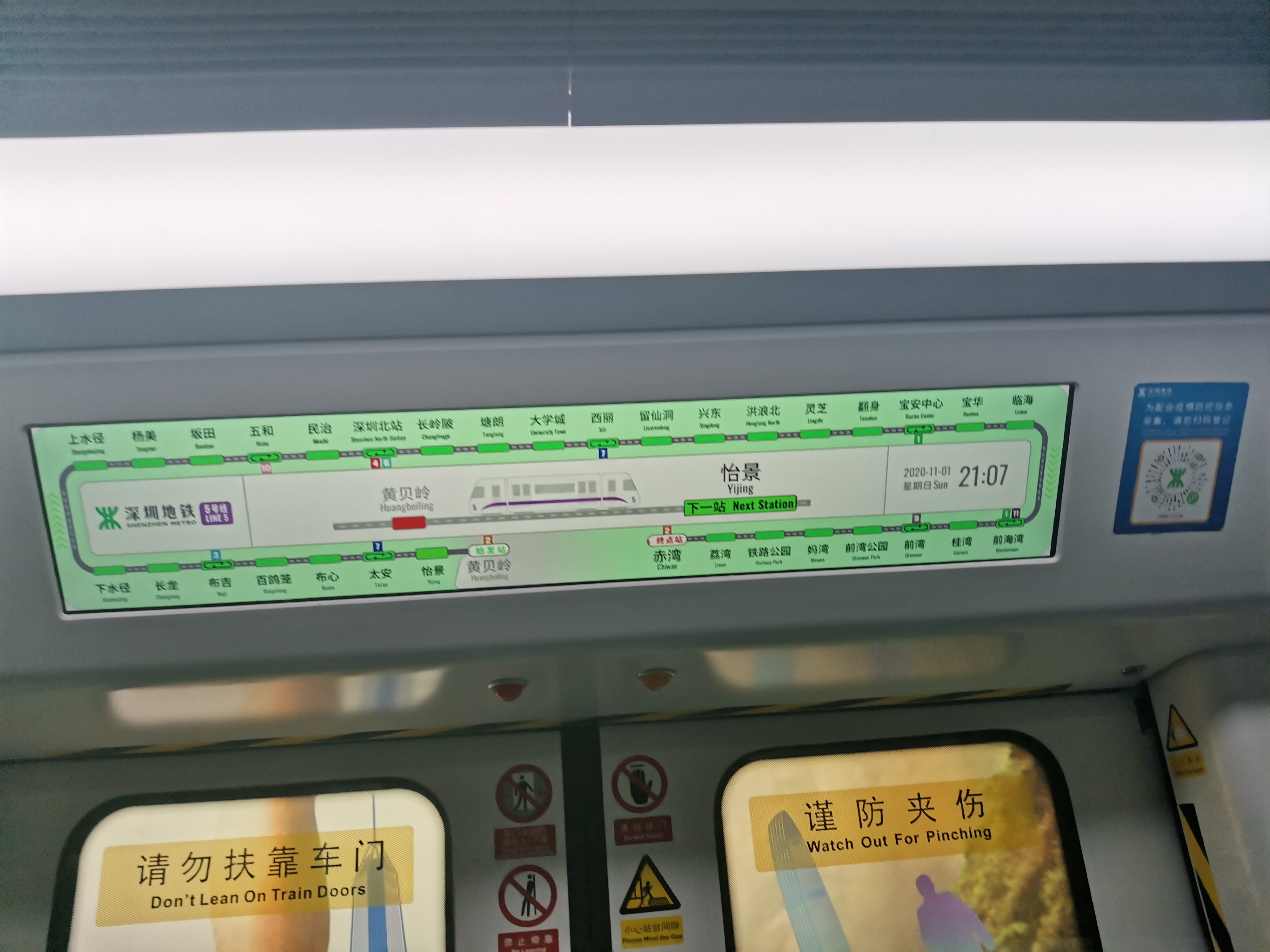
5号线列车报站显示

|          |           |           |          |          |           |           |
| 列车方向 | 往赤湾    |           |          |          |           | 往黄貝岭  |
| 車廂編號 | 1         | 2         | 3        | 4        | 5         | 6         |
| 集電弓   |           | >         |          |          | <         |           |
| 形式區分 | 5XX1 (Tc) | 5XX2 (Mp) | 5XX3 (M) | 5XX4 (M) | 5XX5 (Mp) | 5XX6 (Tc) |
| 动力单元 | 单元1     | 单元1     | 单元1    | 单元2    | 单元2     | 单元2     |

### 8号线
|          |                   |                   |                  |                  |                   |                   |
| 列车方向 | 往赤湾            |                   |                  |                  |                   | 往小梅沙          |
| 車廂編號 | 1                 | 2                 | 3                | 4                | 5                 | 6                 |
| 集電弓   |                   | >                 |                  |                  | <                 |                   |
| 形式區分 | 2XX1（8XX1） (Tc) | 2XX2（8XX2） (Mp) | 2XX3（8XX3） (M) | 2XX4（8XX4） (M) | 2XX5（8XX5） (Mp) | 2XX6（8XX6） (Tc) |
| 动力单元 | 单元1             | 单元1             | 单元1            | 单元2            | 单元2             | 单元2             |

### 16号线
|          |            |            |           |           |            |            |
| 列车方向 | 往田心     |            |           |           |            | 往大運     |
| 車廂編號 | 1          | 2          | 3         | 4         | 5          | 6          |
| 集電弓   |            | >          |           |           | <          |            |
| 形式區分 | 16XX1 (Tc) | 16XX2 (Mp) | 16XX3 (M) | 16XX4 (M) | 16XX5 (Mp) | 16XX6 (Tc) |
| 动力单元 | 单元1      | 单元1      | 单元1     | 单元2     | 单元2      | 单元2      |

### 编组列表

#### 2号线、8号线

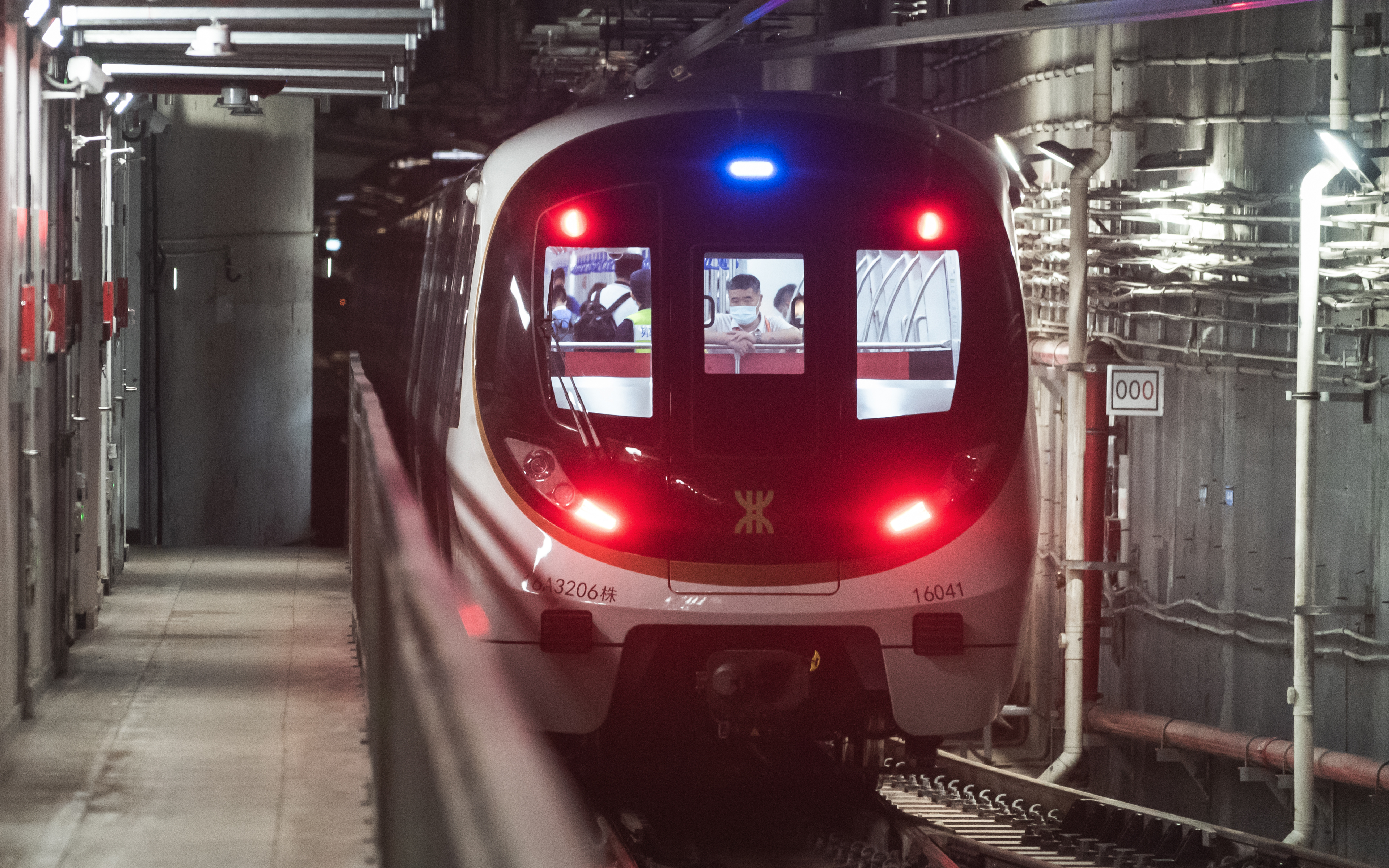
16号线列车

| ←赤湾                                                                                     | 2、8号线的组合（3列）02A0606株 | 小梅沙→ |
|                                                                                           |                                |         |
|                                                                                           |                                |         |
| （Ⅰ）2521（Ⅱ）-（Ⅰ）2522（Ⅱ）-（Ⅰ）2523（Ⅱ）-（Ⅱ）2524（Ⅰ）-（Ⅱ）2525（Ⅰ）-（Ⅱ）2526（Ⅰ） |                                |         |
| （Ⅰ）2541（Ⅱ）-（Ⅰ）2542（Ⅱ）-（Ⅰ）2543（Ⅱ）-（Ⅱ）2544（Ⅰ）-（Ⅱ）2545（Ⅰ）-（Ⅱ）2546（Ⅰ） |                                |         |
| （Ⅰ）2551（Ⅱ）-（Ⅰ）2552（Ⅱ）-（Ⅰ）2553（Ⅱ）-（Ⅱ）2554（Ⅰ）-（Ⅱ）2555（Ⅰ）-（Ⅱ）2556（Ⅰ） |                                |         |
| 下面有22列同型號列車，車型編號為（02A2406株/08A2406株）                                   |                                |         |

| ←赤湾 | 2、8号线的组合（21列）02A2406株（08A2406株） | 小梅沙→ |
| |                                              |         |
| |                                              |         |
| 上面有3列同型號列車，車型編號為（02A0606株）                                                                                              |                                              |         |
| （Ⅰ）2581（8011）（Ⅱ）-（Ⅰ）2582（8012）（Ⅱ）-（Ⅰ）2583（8013）（Ⅱ）-（Ⅱ）2584（8014）（Ⅰ）-（Ⅱ）2585（8015）（Ⅰ）-（Ⅱ）2586（8016）（Ⅰ） |                                              |         |
| （Ⅰ）2591（8021）（Ⅱ）-（Ⅰ）2592（8022）（Ⅱ）-（Ⅰ）2593（8023）（Ⅱ）-（Ⅱ）2594（8024）（Ⅰ）-（Ⅱ）2595（8025）（Ⅰ）-（Ⅱ）2596（8026）（Ⅰ） |                                              |         |
| （Ⅰ）2601（8031）（Ⅱ）-（Ⅰ）2602（8032）（Ⅱ）-（Ⅰ）2603（8033）（Ⅱ）-（Ⅱ）2604（8034）（Ⅰ）-（Ⅱ）2605（8035）（Ⅰ）-（Ⅱ）2606（8036）（Ⅰ） |                                              |         |
| （Ⅰ）2611（8041）（Ⅱ）-（Ⅰ）2612（8042）（Ⅱ）-（Ⅰ）2613（8043）（Ⅱ）-（Ⅱ）2614（8044）（Ⅰ）-（Ⅱ）2615（8045）（Ⅰ）-（Ⅱ）2616（8046）（Ⅰ） |                                              |         |
| （Ⅰ）2621（8051）（Ⅱ）-（Ⅰ）2622（8052）（Ⅱ）-（Ⅰ）2623（8053）（Ⅱ）-（Ⅱ）2624（8054）（Ⅰ）-（Ⅱ）2625（8055）（Ⅰ）-（Ⅱ）2626（8056）（Ⅰ） |                                              |         |
| （Ⅰ）2631（8061）（Ⅱ）-（Ⅰ）2632（8062）（Ⅱ）-（Ⅰ）2633（8063）（Ⅱ）-（Ⅱ）2634（8064）（Ⅰ）-（Ⅱ）2635（8065）（Ⅰ）-（Ⅱ）2636（8066）（Ⅰ） |                                              |         |
| （Ⅰ）2641（8071）（Ⅱ）-（Ⅰ）2642（8072）（Ⅱ）-（Ⅰ）2643（8073）（Ⅱ）-（Ⅱ）2644（8074）（Ⅰ）-（Ⅱ）2645（8075）（Ⅰ）-（Ⅱ）2646（8076）（Ⅰ） |                                              |         |
| （Ⅰ）2651（8081）（Ⅱ）-（Ⅰ）2652（8082）（Ⅱ）-（Ⅰ）2653（8083）（Ⅱ）-（Ⅱ）2654（8084）（Ⅰ）-（Ⅱ）2655（8085）（Ⅰ）-（Ⅱ）2656（8086）（Ⅰ） |                                              |         |
| （Ⅰ）2661（8091）（Ⅱ）-（Ⅰ）2662（8092）（Ⅱ）-（Ⅰ）2663（8093）（Ⅱ）-（Ⅱ）2664（8094）（Ⅰ）-（Ⅱ）2665（8095）（Ⅰ）-（Ⅱ）2666（8096）（Ⅰ） |                                              |         |
| （Ⅰ）2671（8101）（Ⅱ）-（Ⅰ）2672（8102）（Ⅱ）-（Ⅰ）2673（8103）（Ⅱ）-（Ⅱ）2674（8104）（Ⅰ）-（Ⅱ）2675（8105）（Ⅰ）-（Ⅱ）2676（8106）（Ⅰ） |                                              |         |
| （Ⅰ）2681（8111）（Ⅱ）-（Ⅰ）2682（8112）（Ⅱ）-（Ⅰ）2683（8113）（Ⅱ）-（Ⅱ）2684（8114）（Ⅰ）-（Ⅱ）2685（8115）（Ⅰ）-（Ⅱ）2686（8116）（Ⅰ） |                                              |         |
| （Ⅰ）2721（8151）（Ⅱ）-（Ⅰ）2722（8152）（Ⅱ）-（Ⅰ）2723（8153）（Ⅱ）-（Ⅱ）2724（8154）（Ⅰ）-（Ⅱ）2725（8155）（Ⅰ）-（Ⅱ）2726（8156）（Ⅰ） |                                              |         |
| （Ⅰ）2731（8161）（Ⅱ）-（Ⅰ）2732（8162）（Ⅱ）-（Ⅰ）2733（8163）（Ⅱ）-（Ⅱ）2734（8164）（Ⅰ）-（Ⅱ）2735（8165）（Ⅰ）-（Ⅱ）2736（8166）（Ⅰ） |                                              |         |
| （Ⅰ）2741（8171）（Ⅱ）-（Ⅰ）2742（8172）（Ⅱ）-（Ⅰ）2743（8173）（Ⅱ）-（Ⅱ）2744（8174）（Ⅰ）-（Ⅱ）2745（8175）（Ⅰ）-（Ⅱ）2746（8176）（Ⅰ） |                                              |         |
| （Ⅰ）2751（8181）（Ⅱ）-（Ⅰ）2752（8182）（Ⅱ）-（Ⅰ）2753（8183）（Ⅱ）-（Ⅱ）2754（8184）（Ⅰ）-（Ⅱ）2755（8185）（Ⅰ）-（Ⅱ）2756（8186）（Ⅰ） |                                              |         |
| （Ⅰ）2761（8191）（Ⅱ）-（Ⅰ）2762（8192）（Ⅱ）-（Ⅰ）2763（8193）（Ⅱ）-（Ⅱ）2764（8194）（Ⅰ）-（Ⅱ）2765（8195）（Ⅰ）-（Ⅱ）2766（8196）（Ⅰ） |                                              |         |
| （Ⅰ）2771（8201）（Ⅱ）-（Ⅰ）2772（8202）（Ⅱ）-（Ⅰ）2773（8203）（Ⅱ）-（Ⅱ）2774（8204）（Ⅰ）-（Ⅱ）2775（8205）（Ⅰ）-（Ⅱ）2776（8206）（Ⅰ） |                                              |         |
| （Ⅰ）2781（8211）（Ⅱ）-（Ⅰ）2782（8212）（Ⅱ）-（Ⅰ）2783（8213）（Ⅱ）-（Ⅱ）2784（8214）（Ⅰ）-（Ⅱ）2785（8215）（Ⅰ）-（Ⅱ）2786（8216）（Ⅰ） |                                              |         |
| （Ⅰ）2791（8221）（Ⅱ）-（Ⅰ）2792（8222）（Ⅱ）-（Ⅰ）2793（8223）（Ⅱ）-（Ⅱ）2794（8224）（Ⅰ）-（Ⅱ）2795（8225）（Ⅰ）-（Ⅱ）2796（8226）（Ⅰ） |                                              |         |
| （Ⅰ）2801（8231）（Ⅱ）-（Ⅰ）2802（8232）（Ⅱ）-（Ⅰ）2803（8233）（Ⅱ）-（Ⅱ）2804（8234）（Ⅰ）-（Ⅱ）2805（8235）（Ⅰ）-（Ⅱ）2806（8236）（Ⅰ） |                                              |         |
| （Ⅰ）2811（8241）（Ⅱ）-（Ⅰ）2812（8242）（Ⅱ）-（Ⅰ）2813（8243）（Ⅱ）-（Ⅱ）2814（8244）（Ⅰ）-（Ⅱ）2815（8245）（Ⅰ）-（Ⅱ）2816（8246）（Ⅰ） |                                              |         |
| 其余51列为深圳地铁北车长客A型电动列车（02A3506長、02A1606長）                                                                             |                                              |         |

备注：
- 紫色间车组表示该车组曾经行走环中线（5号线）。
- 粉红色车卡表示该卡曾经为女士优先车厢。
- 注1：273-281车组的牵引逆变器采用了相较其它列车更为高调的牵引程序，也因此被许多爱好者诟病。
- 注2：277-279共三列车组搭载了三位一体智能检测系统；其中277车组装载北醒激光雷达，在列车运行时会开启非驾驶端一侧的激光雷达用做隧道检测。

#### 5号线
| ←赤湾                                                                                     | 5号线的组合（7列）05A0706株 | 黄贝岭→ |
|                                                                                           |                             |         |
|                                                                                           |                             |         |
| （Ⅰ）5521（Ⅱ）-（Ⅰ）5522（Ⅱ）-（Ⅰ）5523（Ⅱ）-（Ⅱ）5524（Ⅰ）-（Ⅱ）5525（Ⅰ）-（Ⅱ）5526（Ⅰ） |                             |         |
| （Ⅰ）5531（Ⅱ）-（Ⅰ）5532（Ⅱ）-（Ⅰ）5533（Ⅱ）-（Ⅱ）5534（Ⅰ）-（Ⅱ）5535（Ⅰ）-（Ⅱ）5536（Ⅰ） |                             |         |
| （Ⅰ）5541（Ⅱ）-（Ⅰ）5542（Ⅱ）-（Ⅰ）5543（Ⅱ）-（Ⅱ）5544（Ⅰ）-（Ⅱ）5545（Ⅰ）-（Ⅱ）5546（Ⅰ） |                             |         |
| （Ⅰ）5551（Ⅱ）-（Ⅰ）5552（Ⅱ）-（Ⅰ）5553（Ⅱ）-（Ⅱ）5554（Ⅰ）-（Ⅱ）5555（Ⅰ）-（Ⅱ）5556（Ⅰ） |                             |         |
| （Ⅰ）5561（Ⅱ）-（Ⅰ）5562（Ⅱ）-（Ⅰ）5563（Ⅱ）-（Ⅱ）5564（Ⅰ）-（Ⅱ）5565（Ⅰ）-（Ⅱ）5566（Ⅰ） |                             |         |
| （Ⅰ）5571（Ⅱ）-（Ⅰ）5572（Ⅱ）-（Ⅰ）5573（Ⅱ）-（Ⅱ）5574（Ⅰ）-（Ⅱ）5575（Ⅰ）-（Ⅱ）5576（Ⅰ） |                             |         |
| （Ⅰ）5581（Ⅱ）-（Ⅰ）5582（Ⅱ）-（Ⅰ）5583（Ⅱ）-（Ⅱ）5584（Ⅰ）-（Ⅱ）5585（Ⅰ）-（Ⅱ）5586（Ⅰ） |                             |         |
| 下面有6列同型號支援列車，車型編號分別為02A0606株、（02A2406株）（08A2406株）              |                             |         |

| ←赤湾 | 2、8号线列車支援5号线的组合（6列）02A0606株、02A2406株（08A2406株） | 黄贝岭→ |
| |                                                                     |         |
| |                                                                     |         |
| 上面有7列同型號列車，車型編號為（05A0706株）                                                                                              |                                                                     |         |
| （Ⅰ）2531（Ⅱ）-（Ⅰ）2532（Ⅱ）-（Ⅰ）2533（Ⅱ）-（Ⅱ）2534（Ⅰ）-（Ⅱ）2535（Ⅰ）-（Ⅱ）2536（Ⅰ）                                                 |                                                                     |         |
| （Ⅰ）2561（Ⅱ）-（Ⅰ）2562（Ⅱ）-（Ⅰ）2563（Ⅱ）-（Ⅱ）2564（Ⅰ）-（Ⅱ）2565（Ⅰ）-（Ⅱ）2566（Ⅰ）                                                 |                                                                     |         |
| （Ⅰ）2571（Ⅱ）-（Ⅰ）2572（Ⅱ）-（Ⅰ）2573（Ⅱ）-（Ⅱ）2574（Ⅰ）-（Ⅱ）2575（Ⅰ）-（Ⅱ）2576（Ⅰ）                                                 |                                                                     |         |
| （Ⅰ）2691（8121）（Ⅱ）-（Ⅰ）2692（8122）（Ⅱ）-（Ⅰ）2693（8123）（Ⅱ）-（Ⅱ）2694（8124）（Ⅰ）-（Ⅱ）2695（8125）（Ⅰ）-（Ⅱ）2696（8126）（Ⅰ） |                                                                     |         |
| （Ⅰ）2701（8131）（Ⅱ）-（Ⅰ）2702（8132）（Ⅱ）-（Ⅰ）2703（8133）（Ⅱ）-（Ⅱ）2704（8134）（Ⅰ）-（Ⅱ）2705（8135）（Ⅰ）-（Ⅱ）2706（8136）（Ⅰ） |                                                                     |         |
| （Ⅰ）2711（8141）（Ⅱ）-（Ⅰ）2712（8142）（Ⅱ）-（Ⅰ）2713（8143）（Ⅱ）-（Ⅱ）2714（8144）（Ⅰ）-（Ⅱ）2715（8145）（Ⅰ）-（Ⅱ）2716（8146）（Ⅰ） |                                                                     |         |
| 其余30列为深圳地铁南车株机电动列车（05A2206株、05A0806株），23列为深圳地铁北车长客A型电动列车（05A2106長、02A1606長）                     |                                                                     |         |

备注：
- 粉红色车卡表示该卡曾经为女士优先车厢。

#### 16号线
| ←田心站                                                                                         | 16号线的组合（32列）16A3206株 | 大運站→ |
|                                                                                                 |                               |         |
|                                                                                                 |                               |         |
| （Ⅰ）16011（Ⅱ）-（Ⅰ）16012（Ⅱ）-（Ⅰ）16013（Ⅱ）-（Ⅱ）16014（Ⅰ）-（Ⅱ）16015（Ⅰ）-（Ⅱ）16016（Ⅰ） |                               |         |
| （Ⅰ）16021（Ⅱ）-（Ⅰ）16022（Ⅱ）-（Ⅰ）16023（Ⅱ）-（Ⅱ）16024（Ⅰ）-（Ⅱ）16025（Ⅰ）-（Ⅱ）16026（Ⅰ） |                               |         |
| （Ⅰ）16031（Ⅱ）-（Ⅰ）16032（Ⅱ）-（Ⅰ）16033（Ⅱ）-（Ⅱ）16034（Ⅰ）-（Ⅱ）16035（Ⅰ）-（Ⅱ）16036（Ⅰ） |                               |         |
| （Ⅰ）16041（Ⅱ）-（Ⅰ）16042（Ⅱ）-（Ⅰ）16043（Ⅱ）-（Ⅱ）16044（Ⅰ）-（Ⅱ）16045（Ⅰ）-（Ⅱ）16046（Ⅰ） |                               |         |
| （Ⅰ）16051（Ⅱ）-（Ⅰ）16052（Ⅱ）-（Ⅰ）16053（Ⅱ）-（Ⅱ）16054（Ⅰ）-（Ⅱ）16055（Ⅰ）-（Ⅱ）16056（Ⅰ） |                               |         |
| （Ⅰ）16061（Ⅱ）-（Ⅰ）16062（Ⅱ）-（Ⅰ）16063（Ⅱ）-（Ⅱ）16064（Ⅰ）-（Ⅱ）16065（Ⅰ）-（Ⅱ）16066（Ⅰ） |                               |         |
| （Ⅰ）16071（Ⅱ）-（Ⅰ）16072（Ⅱ）-（Ⅰ）16073（Ⅱ）-（Ⅱ）16074（Ⅰ）-（Ⅱ）16075（Ⅰ）-（Ⅱ）16076（Ⅰ） |                               |         |
| （Ⅰ）16081（Ⅱ）-（Ⅰ）16082（Ⅱ）-（Ⅰ）16083（Ⅱ）-（Ⅱ）16084（Ⅰ）-（Ⅱ）16085（Ⅰ）-（Ⅱ）16086（Ⅰ） |                               |         |
| （Ⅰ）16091（Ⅱ）-（Ⅰ）16092（Ⅱ）-（Ⅰ）16093（Ⅱ）-（Ⅱ）16094（Ⅰ）-（Ⅱ）16095（Ⅰ）-（Ⅱ）16096（Ⅰ） |                               |         |
| （Ⅰ）16101（Ⅱ）-（Ⅰ）16102（Ⅱ）-（Ⅰ）16103（Ⅱ）-（Ⅱ）16104（Ⅰ）-（Ⅱ）16105（Ⅰ）-（Ⅱ）16106（Ⅰ） |                               |         |
| （Ⅰ）16111（Ⅱ）-（Ⅰ）16112（Ⅱ）-（Ⅰ）16113（Ⅱ）-（Ⅱ）16114（Ⅰ）-（Ⅱ）16115（Ⅰ）-（Ⅱ）16116（Ⅰ） |                               |         |
| （Ⅰ）16121（Ⅱ）-（Ⅰ）16122（Ⅱ）-（Ⅰ）16123（Ⅱ）-（Ⅱ）16124（Ⅰ）-（Ⅱ）16125（Ⅰ）-（Ⅱ）16126（Ⅰ） |                               |         |
| （Ⅰ）16131（Ⅱ）-（Ⅰ）16132（Ⅱ）-（Ⅰ）16133（Ⅱ）-（Ⅱ）16134（Ⅰ）-（Ⅱ）16135（Ⅰ）-（Ⅱ）16136（Ⅰ） |                               |         |
| （Ⅰ）16141（Ⅱ）-（Ⅰ）16142（Ⅱ）-（Ⅰ）16143（Ⅱ）-（Ⅱ）16144（Ⅰ）-（Ⅱ）16145（Ⅰ）-（Ⅱ）16146（Ⅰ） |                               |         |
| （Ⅰ）16151（Ⅱ）-（Ⅰ）16152（Ⅱ）-（Ⅰ）16153（Ⅱ）-（Ⅱ）16154（Ⅰ）-（Ⅱ）16155（Ⅰ）-（Ⅱ）16156（Ⅰ） |                               |         |
| （Ⅰ）16161（Ⅱ）-（Ⅰ）16162（Ⅱ）-（Ⅰ）16163（Ⅱ）-（Ⅱ）16164（Ⅰ）-（Ⅱ）16165（Ⅰ）-（Ⅱ）16166（Ⅰ） |                               |         |
| （Ⅰ）16171（Ⅱ）-（Ⅰ）16172（Ⅱ）-（Ⅰ）16173（Ⅱ）-（Ⅱ）16174（Ⅰ）-（Ⅱ）16175（Ⅰ）-（Ⅱ）16176（Ⅰ） |                               |         |
| （Ⅰ）16181（Ⅱ）-（Ⅰ）16182（Ⅱ）-（Ⅰ）16183（Ⅱ）-（Ⅱ）16184（Ⅰ）-（Ⅱ）16185（Ⅰ）-（Ⅱ）16186（Ⅰ） |                               |         |
| （Ⅰ）16191（Ⅱ）-（Ⅰ）16192（Ⅱ）-（Ⅰ）16193（Ⅱ）-（Ⅱ）16194（Ⅰ）-（Ⅱ）16195（Ⅰ）-（Ⅱ）16196（Ⅰ） |                               |         |
| （Ⅰ）16201（Ⅱ）-（Ⅰ）16202（Ⅱ）-（Ⅰ）16203（Ⅱ）-（Ⅱ）16204（Ⅰ）-（Ⅱ）16205（Ⅰ）-（Ⅱ）16206（Ⅰ） |                               |         |
| （Ⅰ）16211（Ⅱ）-（Ⅰ）16212（Ⅱ）-（Ⅰ）16213（Ⅱ）-（Ⅱ）16214（Ⅰ）-（Ⅱ）16215（Ⅰ）-（Ⅱ）16216（Ⅰ） |                               |         |
| （Ⅰ）16221（Ⅱ）-（Ⅰ）16222（Ⅱ）-（Ⅰ）16223（Ⅱ）-（Ⅱ）16224（Ⅰ）-（Ⅱ）16225（Ⅰ）-（Ⅱ）16226（Ⅰ） |                               |         |
| （Ⅰ）16231（Ⅱ）-（Ⅰ）16232（Ⅱ）-（Ⅰ）16233（Ⅱ）-（Ⅱ）16234（Ⅰ）-（Ⅱ）16235（Ⅰ）-（Ⅱ）16236（Ⅰ） |                               |         |
| （Ⅰ）16241（Ⅱ）-（Ⅰ）16242（Ⅱ）-（Ⅰ）16243（Ⅱ）-（Ⅱ）16244（Ⅰ）-（Ⅱ）16245（Ⅰ）-（Ⅱ）16246（Ⅰ） |                               |         |
| （Ⅰ）16251（Ⅱ）-（Ⅰ）16252（Ⅱ）-（Ⅰ）16253（Ⅱ）-（Ⅱ）16254（Ⅰ）-（Ⅱ）16255（Ⅰ）-（Ⅱ）16256（Ⅰ） |                               |         |
| （Ⅰ）16261（Ⅱ）-（Ⅰ）16262（Ⅱ）-（Ⅰ）16263（Ⅱ）-（Ⅱ）16264（Ⅰ）-（Ⅱ）16265（Ⅰ）-（Ⅱ）16266（Ⅰ） |                               |         |
| （Ⅰ）16271（Ⅱ）-（Ⅰ）16272（Ⅱ）-（Ⅰ）16273（Ⅱ）-（Ⅱ）16274（Ⅰ）-（Ⅱ）16275（Ⅰ）-（Ⅱ）16276（Ⅰ） |                               |         |
| （Ⅰ）16281（Ⅱ）-（Ⅰ）16282（Ⅱ）-（Ⅰ）16283（Ⅱ）-（Ⅱ）16284（Ⅰ）-（Ⅱ）16285（Ⅰ）-（Ⅱ）16286（Ⅰ） |                               |         |
| （Ⅰ）16291（Ⅱ）-（Ⅰ）16292（Ⅱ）-（Ⅰ）16293（Ⅱ）-（Ⅱ）16294（Ⅰ）-（Ⅱ）16295（Ⅰ）-（Ⅱ）16296（Ⅰ） |                               |         |
| （Ⅰ）16301（Ⅱ）-（Ⅰ）16302（Ⅱ）-（Ⅰ）16303（Ⅱ）-（Ⅱ）16304（Ⅰ）-（Ⅱ）16305（Ⅰ）-（Ⅱ）16306（Ⅰ） |                               |         |
| （Ⅰ）16311（Ⅱ）-（Ⅰ）16312（Ⅱ）-（Ⅰ）16313（Ⅱ）-（Ⅱ）16314（Ⅰ）-（Ⅱ）16315（Ⅰ）-（Ⅱ）16316（Ⅰ） |                               |         |
| （Ⅰ）16321（Ⅱ）-（Ⅰ）16322（Ⅱ）-（Ⅰ）16323（Ⅱ）-（Ⅱ）16324（Ⅰ）-（Ⅱ）16325（Ⅰ）-（Ⅱ）16326（Ⅰ） |                               |         |

备注：
- 粉红色车卡表示该卡曾经为女士优先车厢。
- 1602车组搭载了三位一体智能检测系统。

| ←田心站                                                                                         | 16号线的组合（12列）16A1206株 | 大運站→ |
|                                                                                                 |                               |         |
|                                                                                                 |                               |         |
| （Ⅰ）16331（Ⅱ）-（Ⅰ）16332（Ⅱ）-（Ⅰ）16333（Ⅱ）-（Ⅱ）16334（Ⅰ）-（Ⅱ）16335（Ⅰ）-（Ⅱ）16336（Ⅰ） |                               |         |
| （Ⅰ）16341（Ⅱ）-（Ⅰ）16342（Ⅱ）-（Ⅰ）16343（Ⅱ）-（Ⅱ）16344（Ⅰ）-（Ⅱ）16345（Ⅰ）-（Ⅱ）16346（Ⅰ） |                               |         |
| （Ⅰ）16351（Ⅱ）-（Ⅰ）16352（Ⅱ）-（Ⅰ）16353（Ⅱ）-（Ⅱ）16354（Ⅰ）-（Ⅱ）16355（Ⅰ）-（Ⅱ）16356（Ⅰ） |                               |         |
| （Ⅰ）16361（Ⅱ）-（Ⅰ）16362（Ⅱ）-（Ⅰ）16363（Ⅱ）-（Ⅱ）16364（Ⅰ）-（Ⅱ）16365（Ⅰ）-（Ⅱ）16366（Ⅰ） |                               |         |
| （Ⅰ）16371（Ⅱ）-（Ⅰ）16372（Ⅱ）-（Ⅰ）16373（Ⅱ）-（Ⅱ）16374（Ⅰ）-（Ⅱ）16375（Ⅰ）-（Ⅱ）16376（Ⅰ） |                               |         |
| （Ⅰ）16381（Ⅱ）-（Ⅰ）16382（Ⅱ）-（Ⅰ）16383（Ⅱ）-（Ⅱ）16384（Ⅰ）-（Ⅱ）16385（Ⅰ）-（Ⅱ）16386（Ⅰ） |                               |         |
| （Ⅰ）16391（Ⅱ）-（Ⅰ）16392（Ⅱ）-（Ⅰ）16393（Ⅱ）-（Ⅱ）16394（Ⅰ）-（Ⅱ）16395（Ⅰ）-（Ⅱ）16396（Ⅰ） |                               |         |
| （Ⅰ）16401（Ⅱ）-（Ⅰ）16402（Ⅱ）-（Ⅰ）16403（Ⅱ）-（Ⅱ）16404（Ⅰ）-（Ⅱ）16405（Ⅰ）-（Ⅱ）16406（Ⅰ） |                               |         |
| （Ⅰ）16411（Ⅱ）-（Ⅰ）16412（Ⅱ）-（Ⅰ）16413（Ⅱ）-（Ⅱ）16414（Ⅰ）-（Ⅱ）16415（Ⅰ）-（Ⅱ）16416（Ⅰ） |                               |         |
| （Ⅰ）16421（Ⅱ）-（Ⅰ）16422（Ⅱ）-（Ⅰ）16423（Ⅱ）-（Ⅱ）16424（Ⅰ）-（Ⅱ）16425（Ⅰ）-（Ⅱ）16426（Ⅰ） |                               |         |
| （Ⅰ）16431（Ⅱ）-（Ⅰ）16432（Ⅱ）-（Ⅰ）16433（Ⅱ）-（Ⅱ）16434（Ⅰ）-（Ⅱ）16435（Ⅰ）-（Ⅱ）16436（Ⅰ） |                               |         |
| （Ⅰ）16441（Ⅱ）-（Ⅰ）16442（Ⅱ）-（Ⅰ）16443（Ⅱ）-（Ⅱ）16444（Ⅰ）-（Ⅱ）16445（Ⅰ）-（Ⅱ）16446（Ⅰ） |                               |         |

备注：
- 粉红色车卡表示该卡为女士优先车厢。